# William A. Wheeler

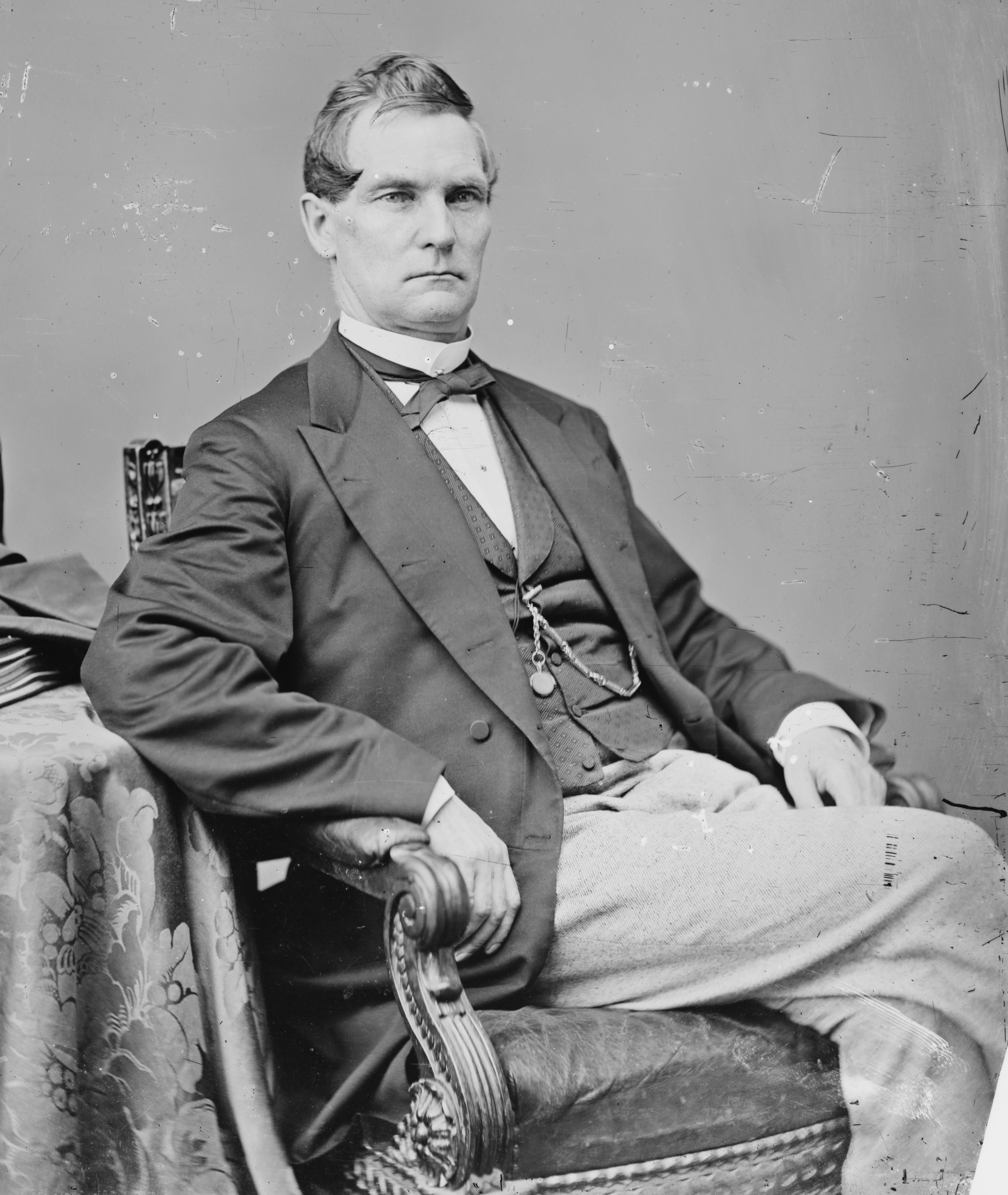
William A. Wheeler

William Almon Wheeler, född den 30 juni 1819 i Malone, New York, USA, död där den 4 juni 1887, var amerikansk republikansk politiker och USA:s 19:e vicepresident.
Wheeler studerade vid University of Vermont. Han inledde sin karriär som advokat i Malone 1845 och arbetade som åklagare i Franklin County 1846-1849. Han var ledamot av USA:s representanthus 1861-1863 och 1869-1877.
När republikanerna hade nominerat Rutherford B. Hayes som partiets presidentkandidat i 1876 års presidentval, bestämde de övriga partibossarna att som en gest åt senator Roscoe Conkling låta delegationen från delstaten New York bestämma vem som får bli vicepresidentkandidat. Wheelers namn kom upp mest på skämt men det blev han trots att han hade hållit en låg profil i politiken. Presidentkandidaten Hayes hade inte vetat vem Wheeler var innan han blev vicepresidentkandidat. Wheeler deltog inte särskilt aktivt i kampanjen. Han deltog inte heller i kalabaliken som uppstod när segern ifrågasattes av demokraternas Samuel J. Tilden och Thomas A. Hendricks. Valkommissionen avgjorde till sist med rösterna 8-7 att Hayes och Wheeler hade vunnit valet.
President Hayes och USA:s första dam Lucy Ware Webb Hayes tyckte synd om Wheeler som hade blivit änkling och han var ofta bjuden till Vita husets alkoholfria luncher. Wheeler skötte ordförandeskapet i senaten som hör till vicepresidentens plikter, men annars syntes han inte särskilt mycket till under tiden som vicepresident 1877-1881. Hayes hade meddelat att han inte söker en andra mandatperiod som president och ingen föreslog Wheeler på nytt som vicepresidentkandidat.
Efter tiden som vicepresident lämnade Wheeler det offentliga livet på grund av dålig hälsa. Hans grav finns på Morningside Cemetery i hemstaden Malone.